# KC and the Sunshine Band
KC and the Sunshine Band – amerykańska grupa muzyczna wykonująca R&B, pop-rock, funk, dance i disco. Założona w 1973 roku w Miami. Grupa jest znana z takich singli jak „That’s the Way (I Like It)” i „(Shake, Shake, Shake) Shake Your Booty”. W skład grupy wchodzą: Harry Wayne Casey (wokalista), Maria De Crescenzo (wokalistka), Charlotte McKinnon (wokalistka), Fermin Goytisolo (perkusista), Rusty Hamilton III (klawiszowiec), Jeffery Reeves (gitarzysta), Steve Lashley (basista), John Reid (trębacz), Kenny Hamilton (saksofonista), Rick Benadetto (trębacz) i Tim Pitchford (puzonista). Formacja nagrała pierwszy longplay „Do It Good” w 1974 roku.

## Dyskografia
- Do It Good (1974)
- KC and the Sunshine Band (1975)
- The Sound of Sunshine (1975)
- Part 3 (1976)
- Who Do Ya Love (1978)
- Do You Wanna Go Party (1979)
- Space Cadet (1981)
- The Painter (1981)
- All in a Night’s Work (1982)
- KC Ten (1983)
- Oh Yeah! (1993)
- I’ll Be There for You (2001)